# Cultura dos campos de urnas

Europa durante a Idade do Bronze Tardia

A Cultura dos Campos de Urnas (c. 1300 a.C. - 750 a.C.) era uma cultura arqueológica da Idade do Bronze Tardia da Europa Central. O nome vem do costume de incinerar os mortos e de colocar suas cinzas nas urnas que eram enterrados então nos campos. A Cultura dos Campos de Urnas foi precedida pela Cultura de Tumulus e foi sucedida pela Cultura de Hallstatt.